# Oxomaxoma

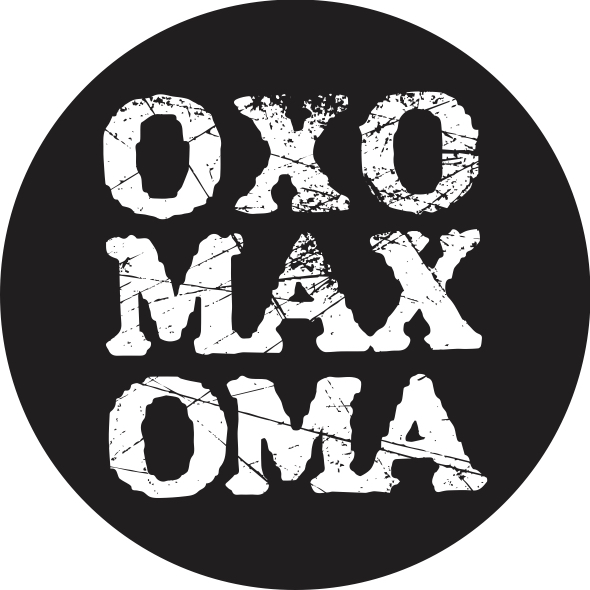
Logo

Oxomaxoma es un grupo mexicano de música no propiamente experimental pero que ha experimentado con varios géneros musicales cruzándolos entre sí según la vigencia del grupo. Integrado principal e inicialmente por Arturo Romo (instrumentación) y José Álvarez (voz), se formó en 1976, debutó en febrero de 1980 en un concierto en la UAM Azcapotzalco, el cual fue grabado para la revista Eurock. Como principio creativo el grupo ocupaba objetos que produjeran sonidos para ensamblar sus composiciones, como botellas de vidrio, plástico o instrumentos averiados, procesando dichos sonidos o adaptándolos a secuencias electrónicas.
Otros músicos que colaboraron en esta primera y prolongada etapa con Oxomaxoma fueron: 
- Víctor Rodríguez
- Miguel Ángel Pérez Becerra
- Rolando Chía
- Armando Velasco
- Alquimia
- Arturo Meza
- Marcos Miranda

Luego de su último disco, de una larga ausencia y de que Arturo Romo decidiera abandonar la banda, José Álvarez comienza a trabajar nueva música con su nuevo colaborador: 'Prosumer. Después de unos meses de trabajo arduo editan "Con ojos de fuego" en 2014 bajo su sello propio PI-E Sounds (Post Industrial Entropy). Un disco compacto que incluye temas post industriales con beats primordialmente electrónicos, la producción y post producción fue realizada en México -aún Distrito Federal- por Luis Alberto Murillo Ruiz (Bishop) en Grabaciones del Cuarto Blanco.
Pocas semanas después del lanzamiento comenzaron a tocar en diferentes clubes y festivales de la ciudad, lo que hizo necesario reclutar a RabDoll, miembro encargado de ejecutar la guitarra tormenta y el "Drumoxoide" en vivo.         
En 2016 Oxomaxoma comienza a diseñar un nuevo concepto sonoro/musical bajo influencia de la literatura del francés Alfred Jarry y su creación de la ciencia Patafísica y el cual denominaron Patamúsica como rama de la anterior para fundar el "Laboratorio de la Desocultación Sonora para la Patamúsica" y así descubrir y utilizar sonidos imaginarios que en su propio valor intrínseco se transforman y acomodan a las necesidades creativas del fenómeno de la Patamúsica. Para este proceso fue necesario crear "La Fuente que Emana" como un no instrumento útil para "desocultar" sonidos e inútil para la música. 

En abril de 2018 estrena el video "I'm the Creerp". Créditos generales: + + + Dirección y desarrollo + + + Vixen Visual - Ángel González Vega - Dennis Noel López Sosa - Isabel Cruz - Alejandro Valdivia - Carlos Gutiérrez - Edgar Trujillo VJ/Show control: - Allan Vázquez - Sharon Frutos Animación: - Sharon Frutos - Jorge Calderón Producción: - Resonance - Interzona - Mariel Ramírez Display: - Stageleds Production.    
En 2019 Publican Industrial Body Music, un disco dirigido más a las presentaciones en vivo y con fuerte influencia Industrial  y electrónica más dura.          

A través del sello Ruido Horrible publican el Box Set Fanfarrias y Bostezos, edición de lujo y limitada a 50 copias, que incluye 5 casetes con los primeros trabajos de la banda.     

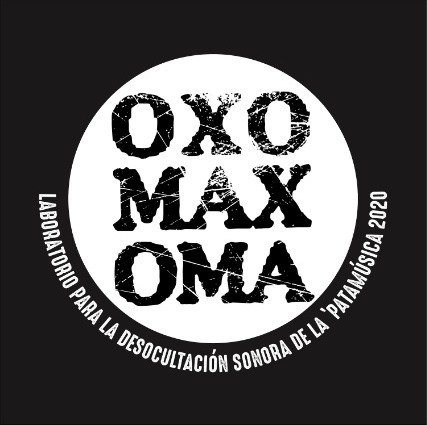

En 2020 el Laboratorio para la Desocultación Sonora de la ‘Patamúsica es lanzado en una versión de lujo en vinil que incluye además 2 CD y otros objetos de la banda.  
En 2021 lanzan el CD Compiurakenroff. Tuaken Gousk (2015) Tuaken Fakent (2022). Una recopilación de sencillos editados en distintas recopilaciones.  
Aparece el video del sencillo Kill your gods
En 2022 aparece en formato digital Addendum de una trilogía sin título [Patamúsica]

## Discografía
- 1990: En el Nombre Sea de Dios (Gente de México)
- 1990: Live at MAM (Neuro Habitat[3])
- 1994: Un Difunto Lleno de Vida (Opción Sónica[4])
- 1997: Sin Boca Con los Ojos Negros (Opción Sónica)
- 2002: Espíritus en Rojo y Negro (Luna Negra[5])
- 2012: Obras Completas (Independiente)
- 2015: Con Ojos de Fuego (PI-E Sounds)
- 2019: Industrial Body Music (PI-E Sounds, Sector Industrial Producciones)
- 2019: Box Set: Fanfarrias y Bostezos (Ruido Horrible)
- 2020: Laboratorio para la Desocultación Sonora de la ‘Patamúsica 2020. (Subunda & Breakbeats, PI-E Sounds, Sector Industrial Producciones, Ignoto Records)
- 2020: Box Set: Designios (El Otro Rock, Ignoto Records)
- 2021: Compiurakenroff. Tuaken Gousk (2015) Tuaken Fakent (2022) (Discos Donovan, Subunda & Breakbeats, PI-E Sounds, Sector Industrial Producciones, Ignoto Records)
- 2022: Addendum de una trilogía sin título [Patamúsica] (EP Digital) (Subunda & Breakbeats, PI-E Sounds, Sector Industrial Producciones, Ignoto Records)

- En recopilaciones
- 1988: Los Valses De Al Ejandra. [Compilación. Tema: Vals para Yeloguerlizet a 6 manos y cinta] (Al Ejandra)
- 1993: Ruido Rojo. [Compilación. Tema: Sin Boca y con los Ojos Negros] (Dark Side, Grabaciones Lejos Del Paraíso, Opción Sónica)
- 1995: Magnética: Compilación Electrónica. [Compilación. Temas: Violenta, El Ejército de la Noche] (Corporación)
- 1996: Música Folk Antipop. [Compilación. Tema: Marcelino, Pan y Paleta de Ardilla] (Genital Productions)
- 2000: Pangea 2. [Compilación. Tema: Bahía Abandonado] (Luna Negra)
- 2000: Paraíso Holocausto. [Compilación. Tema: Línea Muerta (Salvajemente Grosera)] (Genital Productions)
- 2001: Sampler Luna Negra / Smogless Records. [Compilación. Tema: X Música (Versión De Ensayo)] (Luna Negra, Smogless Records)
- 2016: Document 01: A No Devotion Records Compilation [Tema: Ch. tu M. Donald Trump]
- 2017: Mexican Cassette Culture Recordings 1977-1982 (Vinyl-on-demand)
- 2018: Dark: Escena Gothic 2018. [Compilación. Tema: Verda' de dios (Que es Falso!)] (Revista Dark 2018)
- 2019: Whispers Of The Future Vol. 01. [Compilación. Tema: Verda' de dios (Que Es Falso!)] (Sector Industrial Producciones)
- 2019: México Underground Vol. 2: The Synthetic Side Of Mexico. [Compilación. Tema: Violentta [MMXVII]-] (Sector Industrial Producciones)
- 2019: Electropop 15. [Compilación. Tema: Shot The Gun! (DMT Berserk Remix)] (Conzoom Records)
- 2019: The Random Experience of Nothing Vol. 1. [Compilación. Tema: Pinche Gringo!] (Subunda & Breakbeats, Grabaciones del Cuarto Blanco, Sector Industrial Producciones)
- 2019: Der Eisenberg Sampler Vol. 9 [Compilación. Tema: Shot the Gun!] (Sub Culture Records)
- 2020: Whispers Of The Future Vol. 02. [Compilación. Tema: Canción De Amor con Dr. Kontra)] (Sector Industrial Producciones)
- 2021: Whispers Of The Future Vol. 03. [Compilación. Tema: Kill Your Gods)] (Sector Industrial Producciones)
- 2022: Whispers Of The Future Vol. 04. [Compilación. Tema: Bestiario Imaginario [¿Ustedes Quieren Saber lo Que Son?] (Sector Industrial Producciones)

Referencias
1. ↑  José Luis Paredes Pacho y Enrique Blanc. "Rock mexicano. Breve recuento del siglo XX", en Tello, Aurelio (coord.) (2010). La música en México. Panorama del siglo XX. México: FCE/CONACULTA. ISBN 976-607-455-332-1 |isbn= incorrecto (ayuda).
2. ↑  «Oxomaxoma». Eurock magazine (en inglés). 9 de agosto de 2013. Consultado el 6 de septiembre de 2014.
3. ↑  http://www.discogs.com/Oxomaxoma-Live-At-Mam/release/730976
4. ↑  http://www.progarchives.com/album.asp?id=43683
5. ↑  http://www.discogs.com/Oxomaxoma-Esp%C3%ADritus-En-Rojo-Y-Negro/release/2689280

- Datos: Q17996327
- Multimedia: Oxomaxoma / Q17996327